# Csertő, Baranya
Csertő este un sat în districtul Szigetvár, județul Baranya, Ungaria, având o populație de 404 locuitori (2011). 

## Demografie
Componența etnică a satului Csertő
     Maghiari (95,61%)
     Romi (4,39%)
Componența confesională a satului Csertő
     Romano-catolici (35,15%)
     Fără religie (21,78%)
     Reformați (13,12%)
     Necunoscută (28,96%)
     Atei (0,99%)
Conform recensământului din 2011, satul Csertő avea 404 locuitori. Din punct de vedere etnic, majoritatea locuitorilor (95,61%) erau maghiari, cu o minoritate de romi (4,39%). Nu există o religie majoritară, locuitorii fiind romano-catolici (35,15%), persoane fără religie (21,78%) și reformați (13,12%). Pentru 28,96% din locuitori nu este cunoscută apartenența confesională.